# بیمارستان روان‌پزشکی میمنت
بیمارستان روانپزشکی میمنت یک بیمارستان در زمینه روان‌پزشکی است که محل آن در تهران است.
این بیمارستان در اتوبان یادگار امام جنوب، بعد از تقاطع خیابان آزادی، ابتدای خیابان میمنت واقع است.
بیمارستان شامل ۳ بخش و پذیرای ۶۰ بیمار می‌باشد.

## تاریخچه
این بیمارستان توسط دکتر عبدالحسین میرسپاسی در سال ۱۳۴۷ به عنوان اولین بیمارستان روانپزشکی خصوصی ایران بنیان نهاده شد.
دکتر عبدالحسین میرسپاسی، روانپزشک ایرانی و از پایه‌گذاران روانپزشکی ایران است. وی در سال ۱۲۸۶ هجری شمسی در تهران متولد شد و در سال ۱۳۵۵ هجری شمسی درگذشت.
وی تحصیلات متوسطه را در مشهد و در مدارس ثروت و دارالفنون تهران به سال ۱۳۰۶ شمسی به پایان رسانید و برای تحصیل طب به فرانسه رفت و در سال ۱۹۳۵ میلادی با موفقیت از دانشکده پزشکی لیون فارغ‌التحصیل شد و سپس به مدت ۲ سال در بیمارستان روانی شارانتون به عنوان دستیار رسمی پروفسور هانری باروک مشغول فعالیت گردید. در سال ۱۹۳۸ به ایران مراجعت کرد و مدتی بعد استاد و رئیس بخش روانپزشکی بیمارستان روزبه شد. وی در تاریخ نوزدهم تیر ماه ۱۳۵۵ چشم از جهان پوشید.
استاد پروفسور جلال بریمانی در مورد ایشان می‌گوید «استاد میرسپاسی روانپزشکی با شهرت جهانی بود، آثار و تالیفاتش نه تنها موجب افتخار مملکتش ایران و فرانسه که در آنجا تحصیل کرده بود، بلکه با کمک به گسترش بیشتر رشته روانپزشکی در سراسر جهان باعث سرافرازی آن نیز شده‌است.» دکتر میرسپاسی درمانگاهی در تفرش، ساختمان سابق بیمارستان شوروی، بیمارستان روانپزشکی میمنت و بیمارستان آزادی (شهیاد سابق) را به یادگار نهاده‌است که تخت‌های آنان هزاران بیمار دردمند را شفا می‌بخشد. استاد میرسپاسی یکی از بنیان‌گذاران روانپزشکی نوین در ایران و انجمن بهداشت روانی ایران رئیس پزشکی قانونی ایران مؤسس و رئیس بیمارستان میمنت، رئیس سابق بیمارستان روانی رازی و عضوء شورایعالی وزارت فرهنگ بوده‌است. تأسیس آزمایشگاه‌های آسیب‌شناسی، شیمی سم‌شناسی و خون‌شناسی در پزشکی قانونی از دیگر کارهای استاد است. از دکتر میرسپاسی آثار علمی فراوانی در حوزه روان‌پزشکی، اعصاب، پزشکی قانونی و حتی فلسفه به جای مانده‌است که از جمله آن می‌توان به ۳۱ جلد کتاب به زبان فارسی، چهار کتاب به زبان فرانسه و ۱۳ مقاله در زمینه‌های مختلف اشاره کرد. بیماری جنون جوانی، لیپنوتیسم، مرکز دماغی، خلاصه روان‌پزشکی، روان‌پزشکی اجتماعی، روان‌پزشکی در چهار جلد، نشان مچ دست، موارد درمان با توفرانیل، قانون و جنون، جنون جوانی، فکر درونی و تبه‌کاری، نشان بابنسکی، هیپنوتیسم و روان‌شناسی عمومی، برخی از آثار وی هستند

## خدمات بستری
به شکل شبانه‌روزی در اختیار بیماران قرار دارد بخش اورژانس نیز جهت ارائه خدمات کوتاه مدت به بیماران اورژانس فعال است. کلینیک سرپائی بیمارستان میمنت در شیفت‌های صبح و عصر با حضور پزشک متخصص روانپزشکی پذیرایی بیماران سرپایی است.
خدمات روانشناسی :
در صورت صلاح دید روانپزشکان بیمارستان به بیماران ارائه می‌شود بخش الکتروانسفالوگرافی یا نوار مغزی: با درخواست روانپزشک معالج جهت ارزیابی وضعیت الکتروفیزیولوژی مغز از بیماران نوار مغزی گرفته می‌شود که توسط متخصص نورولوژی تفسیر می‌گردد. بخش الکتروشوک (E C T): الکتروشوک نوع خاصی از درمان روانپزشکی است که با صلاحدید پزشک معالج، توسط پزشک متخصص بیهوشی انجام می‌شود.